# ژنگ سیوی
ژنگ سیوی (انگلیسی: Zheng Siwei؛ زادهٔ ۲۶ فوریهٔ ۱۹۹۷) بدمینتون‌باز اهل چین است.